# Chính sách thị thực của Fiji

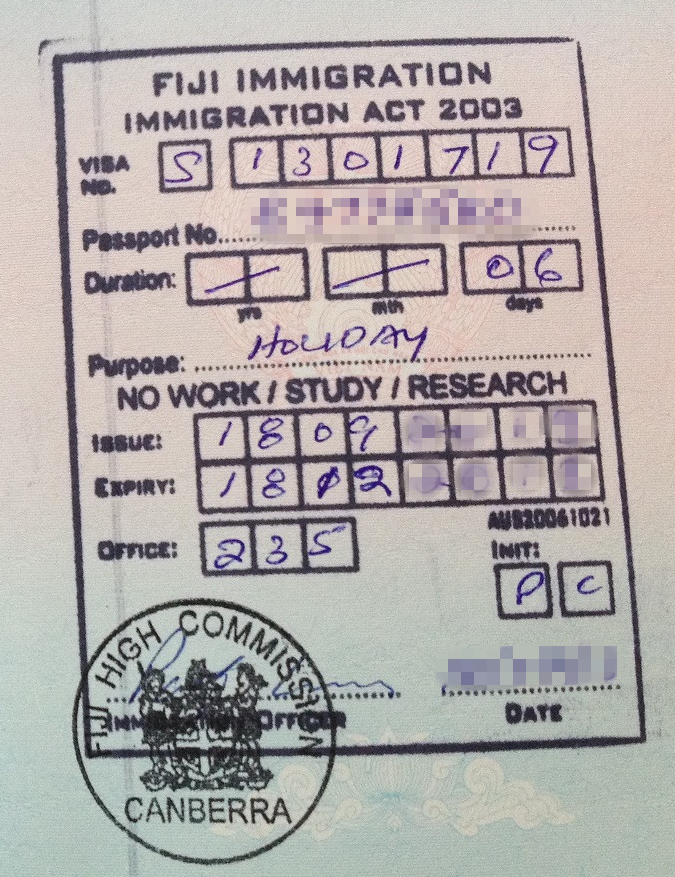
Fiji visa issued to a Vietnamese national in Australia

Du khách đến Fiji phải xin thị thực từ một trong những phái bộ ngoại giao Fiji trừ khi họ đến từ 107 quốc gia được miễn thị thực. Tất cả du khách phải sở hữu hộ chiếu có hiệu lực 6 tháng.

## Bản đồ chính sách thị thực

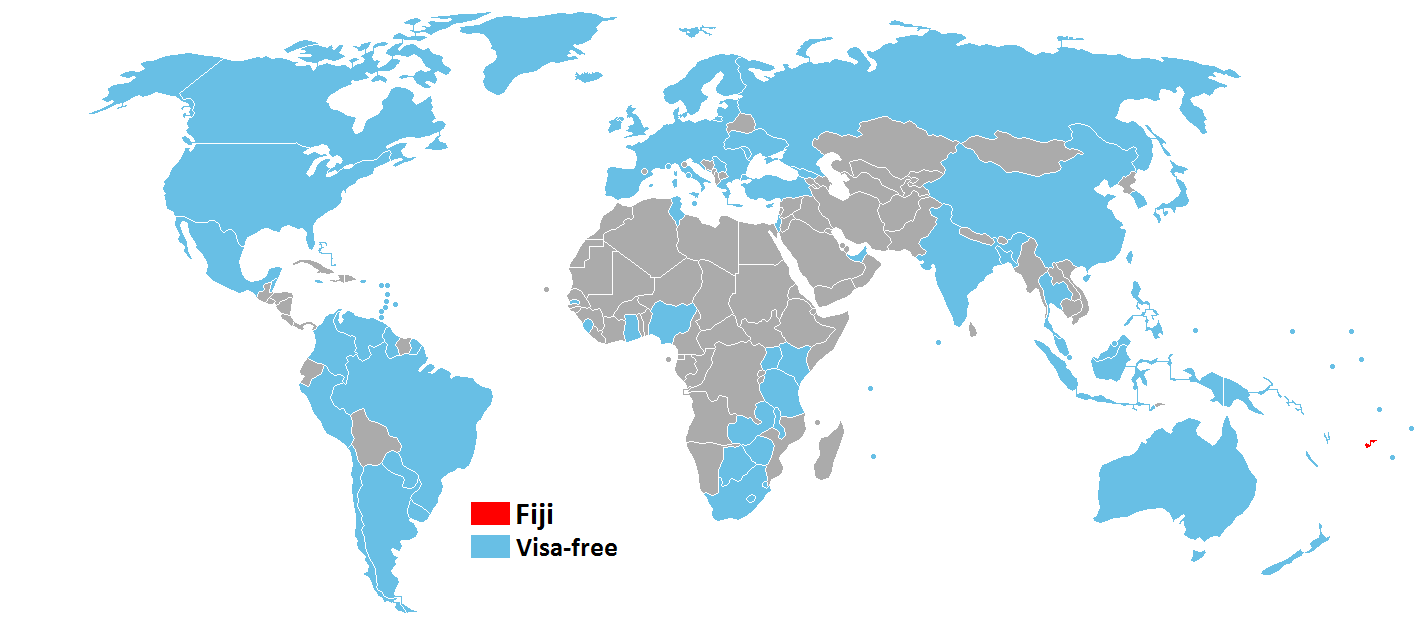
Chính sách thị thực Fiji
Fiji
Miễn thị thực

## Miễn thị thực

Dấu nhập cảnh Fiji

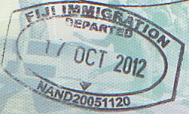
Dấu xuất cảnh Fiji

Công dân của 107 quốc gia và vùng lãnh thổ sau không cần thị thực để đến Fiji lên đến 4 tháng. Họ sẽ được cấp Giấy phép du khách khi nhập cảnh và được ở lại không quá 4 tháng, có thể gia hạn nếu xin lên đến 2 tháng và tổng thời gian là 6 tháng.
| - Tất cả công dân Liên minh Châu Âu trừ Croatia \| - Antigua và Barbuda - Argentina - Úc - Bahamas - Bangladesh - Barbados - Belize - Botswana - Brazil - Brunei - Canada - Chile - Trung Quốc - Colombia - Dominica - Gambia - Ghana - Grenada - Guyana - Hồng Kông - Iceland - India - Indonesia - Israel - Jamaica - Nhật Bản - Kenya - Kiribati \| - Lesotho - Liechtenstein - Macao - Malawi - Malaysia - Maldives - Quần đảo Marshall - Mauritius - Mexico - Micronesia - Moldova - Monaco - Nauru - New Zealand - Nigeria - Na Uy - Palau - Papua New Guinea - Paraguay - Peru - Philippines - Nga - Saint Kitts và Nevis - Saint Lucia - Saint Vincent và Grenadines - Samoa - Senegal[3] - Serbia \| - Seychelles - Sierra Leone - Singapore - Quần đảo Solomon - Nam Phi - Hàn Quốc - Swaziland - Thụy Sĩ - Đài Loan - Tanzania - Thái Lan - Tonga - Trinidad và Tobago - Tunisia - Thổ Nhĩ Kỳ - Tuvalu - Uganda - Ukraina - Các Tiểu vương quốc Ả Rập Thống nhất - Hoa Kỳ - Uruguay - Vanuatu - Thành Vatican - Venezuela - Zambia - Zimbabwe \| \| | | |  |
| - Antigua và Barbuda - Argentina - Úc - Bahamas - Bangladesh - Barbados - Belize - Botswana - Brazil - Brunei - Canada - Chile - Trung Quốc - Colombia - Dominica - Gambia - Ghana - Grenada - Guyana - Hồng Kông - Iceland - India - Indonesia - Israel - Jamaica - Nhật Bản - Kenya - Kiribati | - Lesotho - Liechtenstein - Macao - Malawi - Malaysia - Maldives - Quần đảo Marshall - Mauritius - Mexico - Micronesia - Moldova - Monaco - Nauru - New Zealand - Nigeria - Na Uy - Palau - Papua New Guinea - Paraguay - Peru - Philippines - Nga - Saint Kitts và Nevis - Saint Lucia - Saint Vincent và Grenadines - Samoa - Senegal - Serbia | - Seychelles - Sierra Leone - Singapore - Quần đảo Solomon - Nam Phi - Hàn Quốc - Swaziland - Thụy Sĩ - Đài Loan - Tanzania - Thái Lan - Tonga - Trinidad và Tobago - Tunisia - Thổ Nhĩ Kỳ - Tuvalu - Uganda - Ukraina - Các Tiểu vương quốc Ả Rập Thống nhất - Hoa Kỳ - Uruguay - Vanuatu - Thành Vatican - Venezuela - Zambia - Zimbabwe |  |

## Thống kê du khách
Hầu hết du khách đến Fiji đều đến từ các quốc gia sau:
| Quốc gia       | 2017    | 2016    | 2015    |
| -------------- | ------- | ------- | ------- |
| Úc             | 365.689 | 360.370 | 367.273 |
| New Zealand    | 184.595 | 163.836 | 138.537 |
| Hoa Kỳ         | 81.198  | 69.628  | 67.831  |
| Trung Quốc     | 48.796  | 49.083  | 40.174  |
| Vương quốc Anh | 16.925  | 16.712  | 16.716  |
| Canada         | 12.421  | 11.780  | 11.709  |
| Hàn Quốc       | 8.871   | 8.071   | 6.700   |
| Nhật Bản       | 6.350   | 6.274   | 6.092   |
| Tổng           | 842.884 | 792.320 | 754.835 |